# اورتا بلاغ
اورتا بُلاغ مربوط به دوره اشکانیان است و در شهرستان میانه، بخش مرکزی، دهستان کله بوز شرقی، ۱/۵ کیلومتری جنوب غربی روستای زرنق واقع شده است و همچنین این اثر در تاریخ ۲۸ اسفند ۱۳۸۵ با شمارهٔ ثبت ۱۸۸۸۹ به‌عنوان یکی از آثار ملی ایران به ثبت رسیده است.